# Benton Ridge
Benton Ridge è un villaggio degli Stati Uniti d'America, situato nello stato dell'Ohio, nella contea di Hancock.